# Wave Race (serie)

Wave Race: Blue Storm

Wave Race este o franciză media controlată de Nintendo și creată de Shigeru Miyamoto în anul 1992 (data exactă a lansării nu este cunoscută). Wave Race este  o serie de jocuri de curse cu jet-ski-uri.

## Jocuri video
| Titlu                 | Sistem            | An lansare | Japonia | Statele Unite ale Americii | Uniunea Europeană |
| --------------------- | ----------------- | ---------- | ------- | -------------------------- | ----------------- |
| Wave Race             | Game Boy          | 1992       | da      | da                         | da                |
| Wave Race 64          | Nintendo 64       | 1996       | da      | da                         | da                |
| Wave Race: Blue Storm | Nintendo GameCube | 2001       | da      | da                         | da                |

Seria de jocuri video Wave Race este una dintre cele mai populare francize de curse de la Nintendo. Ryota Hayami, considerat personajul principal al seriei, a apărut sub formă de trofeu în Super Smash Bros. Melee, de pe Nintendo GameCube.

### Informații
Primul joc din serie a apărut pe Game Boy și s-a numit simplu Wave Race. Fiind un joc video relativ simplu, nu a avut un succes foarte mare. Totuși, în 1998, un sequel a fost lansat pe Nintendo 64. Wave Race 64 a avut doar 4 personaje, o grafică impunătoare, plus multe trasee, cu condiții de vreme variate și compatibilitate cu sistemul Rumble Pak. Având un succes destul de mare, Nintendo a produs în 2001, un nou joc Wave Race, pe Nintendo GameCube, numindu-se Wave Race: Blue Storm. Acesta a avut mai multe personaje, unele din ele fiind luate din jocul 1080° Snowboarding.